# Андреа Марко
Андреа Марко (алб. Andrea Marko; нар. 3 листопада 1956, Тирана, Албанія) — албанський футболіст та тренер, виступав на позиції півзахисника.

## Клубна кар'єра
На юнацькому та дорослому рівні протягом усієї футбольної кар'єри виступав за команду рідного міста, «Динамо» (Тирана).

## Кар'єра в збірній
У футболці національної збірної Албанії дебютував у вересні 1980 року в матчі кваліфікації чемпіонату світу проти Фінляндії в Тирані. Загалом за національну кар'єру провів 5 поєдинків. Востаннє футболку збірної Албанії виходив на поле в травні 1985 року в матчі кваліфікації чемпіонату світу проти Польщі.

## Кар'єра тренера
У квітні 2012 року призначений головним тренером «Кастріоті».

## Особисте життя
Його родина була однією з багатих родин з Дермі, а його дід убитий комуністами в 1944 році. У 1986 році Марко заарештували за нібито азартні ігри й, можливо, причиною затримання стала саме приналежність до багатої родини. Він також є двоюрідним братом колишнього воротаря збірної Албанії Фото Стракоші.

## Статистика виступів

### У збірній
| Дата      | Місто  | Господарі | Результат | Гості     | Турнір            | Голи | Примітки |
| --------- | ------ | --------- | --------- | --------- | ----------------- | ---- | -------- |
| 3-9-1980  | Тирана | Албанія   | 2 – 0     | Фінляндія | Відбір до ЧС 1982 | -    | 61'      |
| 6-12-1980 | Тирана | Албанія   | 0 – 1     | Австрія   | Відбір до ЧС 1982 | -    | 67'      |
| 11-5-1983 | Тирана | Албанія   | 1 – 1     | Туреччина | Відбір до ЧЄ 1984 | -    |          |
| 8-6-1983  | Тирана | Албанія   | 1 – 2     | Австрія   | Відбір до ЧЄ 1984 | -    | 69'      |
| 30-5-1985 | Тирана | Албанія   | 0 – 1     | Польща    | Відбір до ЧС 1986 | -    | 83'      |
| Усього    |        | Матчів    | 5         |           | Голів             | 0    |          |

## Досягнення
- Суперліга Албанії
  -  Чемпіон (2): 1976/77, 1979/80[5]

- Кубок Албанії
  -  Володар (2): 1977/78, 1981/82[6]